# Kavárna Liberál
Kavárna Liberál je podnik zaměřený na gastronomii sídlící v pražských Holešovicích, na nároží Řezáčova náměstí a Heřmanovy ulice. V jeho prostorách měla původně svou provozovnu hospoda U Baráčníků. Majitelem kavárny je Jakub Štorek.
Interiér kavárny je upraven do podoby obvyklé pro gastronomické podniky z konce 20. století. Vedle káv jsou v nabídce rovněž polévky či hlavní jídla. V případě zájmu je možné využít též posezení na zahrádce.
Prostory kavárny využili filmaři pro natáčení scén do televizní série Božena popisující život Boženy Němcové. Objevily se rovněž ve videoklipu k písni „Síla starejch vín“ od české hudební skupiny Škwor.